# Nuevo Partido Democrático (San Vicente y las Granadinas)
El Nuevo Partido Democrático (en inglés: New Democratic Party), abreviado como NDP, es un partido político de San Vicente y las Granadinas de ideología conservadora moderada. Es uno de los dos principales partidos políticos del país, junto con el Partido de la Unidad Laborista (ULP), y el principal partido de centroderecha sanvicentino. El partido es actualmente presidido por Godwin Friday, y se mantiene como la oposición oficial en la Cámara de la Asamblea, con 6 de los 15 escaños.

## Historia
El partido fue fundado el 3 de diciembre de 1975, con James Fitz-Allen Mitchell como líder. En las elecciones generales de 1979, las primeras posteriores a la independencia de San Vicente y las Granadinas, el NDP arrebató al Partido Político del Pueblo su papel como principal formación opositora al gobierno del Partido Laborista de San Vicente (SVLP), conducido por Milton Cato. Mitchell se convirtió de este modo en líder de la oposición.
Obtuvo finalmente la victoria en las elecciones de 1984, siendo Mitchell elegido primer ministro por segunda vez. En las elecciones de 1989 el partido obtuvo los 15 escaños en disputa, una de las dos únicas veces en la historia electoral sanvicentina en las que se ha dado este fenómeno. El partido ganó las elecciones de 1994 y 1998, aunque en esta ocasión obtuvo menos votos que el Partido de la Unidad Laborista. Finalmente, luego de la renuncia de Mitchell y su reemplazo por Arnhim Eustace, el NDP fue derrotado por el ULP, que conducía Ralph Gonsalves.
Se ha mantenido como el principal partido de la oposición desde entonces. Eustance continuó liderando el NDP hasta su renuncia en 2016, siendo sucedido por Godwin Friday.

## Resultados electorales
|  | 27.38 % |

|  | 51.41 % |

|  | 66.29 % |

|  | 54.95 % |

|  | 45.31 % |

|  | 40.91 % |

|  | 44.68 % |

|  | 48.67 % |

|  | 47.37 % |

|  | 50.33 % |